# 狄波-普维拉
狄波-普维拉（英語：Depo-Provera）是一种仅含孕激素的避孕药的商品名，即长效醋酸甲羟孕酮（英語：depot medroxyprogesterone acetate，DMPA），一种长效可逆激素避孕药物，仅需每3个月注射一次。这是一种含有17α-羟孕酮衍生progestin醋酸甲羟孕酮的用于长效注射的悬浊液。